# كيندال رييس
كيندال رييس (بالإنجليزية: Kendall Reyes)‏ هو لاعب كرة قدم أمريكية أمريكي، ولد في 26 سبتمبر 1989 في ناشوا في الولايات المتحدة.

## وصلات خارجية
- كيندال رييس على موقع إي إس بي إن.كوم (أن.أف.أل)3
- كيندال رييس على موقع مرجع كرة القدم المحترفة.كوم (الإنجليزية)